# Armen Nazarian (judoka)
Armen Nazarian –en armenio, Արմեն Նազարյան– (Hrazdan, 20 de junio de 1982) es un deportista armenio que compitió en judo. Ganó cuatro medallas en el Campeonato Europeo de Judo entre los años 2003 y 2006.

## Palmarés internacional
| Campeonato Europeo | Campeonato Europeo      | Campeonato Europeo | Campeonato Europeo |
| Año                | Lugar                   | Medalla            | Categoría          |
| ------------------ | ----------------------- | ------------------ | ------------------ |
| 2003               | Düsseldorf (Alemania)   | Medalla de bronce  | –60 kg             |
| 2004               | Bucarest (Rumania)      | Medalla de bronce  | –60 kg             |
| 2005               | Róterdam (Países Bajos) | Medalla de oro     | –60 kg             |
| 2006               | Tampere (Finlandia)     | Medalla de plata   | –60 kg             |